# Шак Мур
Шакелл Кваме Мур (англ. Shaquell Kwame Moore, нар. 2 листопада 1996, Паудер-Спрінгс) — американський футболіст, захисник клубу «Нашвілл» і національної збірної США.
У складі збірної — володар Золотого кубка КОНКАКАФ. 

## Клубна кар'єра
Народився 2 листопада 1996 року в Паудер-Спрінгс. Вихованець юнацьких команд футбольних клубів IMG Academy та «Уракан Валенсія».
У дорослому футболі дебютував 2015 року виступами за команду «Уракан Валенсія», в якій провів один сезон, взявши участь у 6 матчах чемпіонату. 
Згодом з 2016 по 2019 рік продовжував грати в Іспанії у складі команд «Реал Ов'єдо Б», «Леванте Б», «Леванте» та «Реус Депортіу».
Своєю грою за останню команду привернув увагу представників тренерського штабу клубу «Тенерифе», до складу якого приєднався 2019 року. Відіграв за клуб із Санта-Крус-де-Тенерифе наступні три сезони своєї ігрової кар'єри. Більшість часу, проведеного у складі «Тенерифе», був основним гравцем захисту команди.
До складу клубу «Нашвілл» приєднався 2022 року. Станом на 9 листопада 2022 року відіграв за команду з Нашвілла 12 матчів в національному чемпіонаті.

## Виступи за збірні
2011 року дебютував у складі юнацької збірної США (U-17), загалом на юнацькому рівні взяв участь у 41 іграх, відзначившись 2 забитими голами.
Протягом 2014–2015 років залучався до складу молодіжної збірної США. На молодіжному рівні зіграв у 10 офіційних матчах.
2018 року дебютував в офіційних матчах у складі національної збірної США.
У складі збірної був учасником розіграшу Золотого кубка КОНКАКАФ 2021 року у США, здобувши того року титул континентального чемпіона, чемпіонату світу 2022 року в Катарі.
| Дата       | Місто        | Господарі  | Результат  | Гості   | Турнір                            | Голи | Примітки |
| ---------- | ------------ | ---------- | ---------- | ------- | --------------------------------- | ---- | -------- |
| 2-6-2018   | Дублін       | Ірландія   | 2 – 1      | США     | товариський матч                  | -    | 70'      |
| 9-6-2018   | Десін-Шарп'є | Франція    | 1 – 1      | США     | товариський матч                  | -    | 68' 74'  |
| 12-9-2018  | Нашвілл      | США        | 1 – 0      | Мексика | товариський матч                  | -    | 85'      |
| 15-11-2018 | Лондон       | Англія     | 3 – 0      | США     | товариський матч                  | -    | 88'      |
| 20-11-2018 | Генк         | Італія     | 1 – 0      | США     | товариський матч                  | -    | 43'      |
| 12-7-2021  | Канзас-Сіті  | США        | 1 – 0      | Гаїті   | Кубок КОНКАКАФ 2021 - 1-й етап    | -    | 76'      |
| 15-7-2021  | Канзас-Сіті  | Мартиніка  | 1 – 6      | США     | Кубок КОНКАКАФ 2021 - 1-й етап    | -    |          |
| 18-7-2021  | Канзас-Сіті  | США        | 1 – 0      | Канада  | Кубок КОНКАКАФ 2021 - 1-й етап    | 1    | 58'      |
| 25-7-2021  | Арлінгтон    | США        | 1 – 0      | Ямайка  | Кубок КОНКАКАФ 2021 - чвертьфінал | -    |          |
| 29-7-2021  | Остін        | Катар      | 0 – 1      | США     | Кубок КОНКАКАФ 2021 - півфінал    | -    | 62' 63'  |
| 1-8-2021   | Парадайз     | США        | 1 – 0 д.ч. | Мексика | Кубок КОНКАКАФ 2021 - Фінал       | -    | 65'      |
| 7-10-2021  | Остін        | США        | 2 – 0      | Ямайка  | Відбір до ЧС 2022                 | -    | 77'      |
| 10-10-2021 | Панама       | Панама     | 1 – 0      | США     | Відбір до ЧС 2022                 | -    | 68'      |
| 27-3-2022  | Орландо      | США        | 5 – 1      | Панама  | Відбір до ЧС 2022                 | -    |          |
| 30-3-2022  | Сан-Хосе     | Коста-Рика | 2 – 0      | США     | Відбір до ЧС 2022                 | -    | 61'      |
| Усього     |              | Матчів     | 15         |         | Голів                             | 1    |          |

## Титули і досягнення
- Володар Золотого кубка КОНКАКАФ (1):

США: 2021